# Anders Johnson (Skispringer)
Anders Johnson (* 23. April 1989 in Plattsburgh) ist ein ehemaliger US-amerikanischer Skispringer.

## Werdegang
Anders Johnson begann seine Profi-Karriere im Continental Cup in der Saison 2001/02. Am 26. Januar 2002 nahm er erstmals an einem Springen dieser Serie teil und erreichte dort den 21. Platz auf der Großschanze. Bei der Junioren-Weltmeisterschaft 2003 in Sollefteå, Schweden erreichte er auf der Normalschanz im Einzelspringen den 44. Platz sowie im Teamspringen zusammen mit Evan Bliss, Blake Hughes und Chris Francis den 14. und damit vorletzten Platz vor der Schweiz. Nach weiteren Springen im Continental-Cup startete er 2005 erneut bei der Junioren-WM in Stryn, Norwegen und erreichte dort im Einzelspringen den 52. Rang und im Teamspringen den 12. Rang. Auch in den folgenden Jahren konnte sich Johnson nicht für den A-Nationalkader qualifizieren und sprang damit weiterhin nur im Continental-Cup. Bei der Junioren-WM 2005 in Rovaniemi, Finnland konnte er sein Ergebnis von 2003 verbessern und erreichte im Einzelspringen den 35. Platz und im Teamspringen gemeinsam mit Michael Glasder, Nicholas Fairall und Keate Skyler den 11. Platz. Bei der Junioren-WM 2006 in Kranj, Slowenien sprang Johnson lediglich im Einzelspringen und erreichte dort 37. Platz, wurde aber dennoch für die Mannschaft der Vereinigten Staaten für die Olympischen Winterspiele 2006 in Turin nominiert. Beim dortigen Teamspringen am 20. Februar 2006 erreichte er mit der Mannschaft gemeinsam mit Thomas Schwall, Clint Jones und Alan Alborn den 14. Platz. Johnson war mit 17 Jahren der jüngste US-amerikanische Skispringer, der je für ein olympisches Turnier nominiert wurde, sowie der zweitjüngste nominierte US-Sportler überhaupt. Auch nach den Olympischen Spielen konnte Johnson den Sprung in den A-Nationalkader nicht schaffen und sprang deshalb einige Springen im FIS Cup, bevor er wieder am Continental Cup teilnahm. Am 2. September 2006 erreichte er beim FIS Cup in Örnsköldsvik, Schweden erstmals eine Podiumsplatzierung und erreichte den 3. Platz. Bei den Junioren-Weltmeisterschaften 2007 in Tarvisio, Italien, konnte er mit Platz 43 im Einzelwettbewerb und Platz 14 im Teamwettbewerb erneut nicht überzeugen. Beim FIS Cup am 1. September 2007 in Oberwiesenthal konnte er sein Ergebnis vom Vorjahr erneut wiederholen. Bei der Junioren-WM 2008 in Zakopane, Polen konnte er mit dem 17. Platz erstmals eine Top-20-Platzierung erreichen. Mit der Mannschaft landete er auf Platz 8. Am 15. März 2008 konnte er in Lake Placid die US-amerikanischen Meisterschaften gewinnen. Nach einer weiteren Saison im Continental-Cup und einem Springen beim Sommer-Grand-Prix, sprang er erstmals am 28. Dezember 2008 bei der Qualifikation zum Auftaktspringen der Vierschanzentournee 2008/09 in Oberstdorf im A-Nationalkader für die Vereinigten Staaten. Er konnte sich jedoch in den ersten drei Springen nicht qualifizieren. Erst am 5. Januar 2009 schaffte er beim Springen in Bischofshofen mit Platz 44 in der Qualifikation den Sprung in den Wettbewerb, welchen er jedoch als 50. und damit Letzter beendete. Es folgten weitere Weltcup-Springen in Tauplitz und Vancouver. Mit dem 29. Platz im zweiten Springen auf der Großschanze in Vancouver am 25. Januar 2009 erreichte er sein bislang bestes Ergebnis im Weltcup. Trotz dieses Ergebnisses springt er seitdem wieder im FIS- bzw. Continental-Cup. Bei der Junioren-WM 2009 in Štrbské Pleso, Slowakei konnte er am 5. Februar 2009 mit Platz 16 im Einzelspringen sein bisher bestes Ergebnis bei einer Junioren-WM erreichen. 2009 nahm er erstmals an der Nordischen Skiweltmeisterschaft in Liberec teil und erreichte auf der Normalschanze den 48. und von der Großschanze den 40. Platz.
Bei den Olympischen Winterspielen 2010 in Vancouver schied Johnson auf Platz 49 im Springen von der Normalschanze nach dem ersten Durchgang aus. Bei der Qualifikation von der Großschanze konnte er sich als 42. nicht für das Finale qualifizieren.
Nach den Olympischen Spielen trat er in der Saison 2009/10 zu keinem weiteren internationalen Springen an. Erst im September startete er wieder im Continental Cup, landete dabei aber in Lillehammer und Oslo nur auf hintersten Plätzen. Daraufhin startete er in Falun im FIS Cup und erreichte dort zwei gute vierte Plätze. Die Continental-Cup-Saison 2010/11 begann Johnson erfolglos. Erst im Alpensia Jumping Park im südkoreanischen Pyeongchang konnte er mit dem 30. Platz am 13. Januar wieder einen Punkt gewinnen. Einen Monat später erreichte er in seiner Heimat beim Springen in Iron Mountain überraschend Platz sieben. Zum Saisonende gelang ihm in Wisła noch einmal ein 29. Platz. Die Saison beendete er daraufhin auf dem 84. Platz der Continental-Cup-Gesamtwertung, was sein bis dahin bestes Ergebnis darstellte.
Im Sommer 2011 versuchte sich Johnson glücklos im Skisprung-Grand-Prix sowie im Continental Cup. Nur bei Teamspringen sowie bei Einzelspringen im FIS-Cup konnte er gute Platzierungen erreichen. Die Continental-Cup-Saison 2011/12 bestritt er von Dezember 2011 bis Februar 2012 erfolglos und erreichte nur hintere Plätze. Erst in Iron Mountain gelang ihm erneut ein Punktegewinn. Beim kurz darauf stattfindenden FIS-Cup-Springen in Brattleboro konnte er beide Wettbewerbe gewinnen. Zum Saisonende bekam Johnson noch einmal die Nominierung für ein Weltcup-Springen, verpasste jedoch beim Skifliegen in Planica im Einzel die Qualifikation und kam auch mit der Mannschaft im Teamfliegen nicht über den 11. Platz hinaus. Die Sommerspringen 2012 begann er erfolgreich mit zwei guten Platzierungen in Stams. Nach eher durchwachsenen Ergebnissen in Folge konnte er beim erstmals stattfindenden Grand-Prix-Springen in Almaty zwei 27. Plätze erzielen. In Hinzenbach und Klingenthal verpasste er die Qualifikation jedoch erneut deutlich und musste sich so mit nur acht Punkten auf Platz 72 der Grand-Prix-Gesamtwertung einreihen.
Die Weltcup-Saison 2012/13 begann er mit der Mannschaft in Lillehammer mit einem überraschenden fünften Platz. In den folgenden Einzelspringen blieb er jedoch ohne Erfolg jeweils bereits in der Qualifikation hängen. Erst am 4. Januar 2013 schaffte er diese in Innsbruck und konnte so den 46. Platz erreichen. Wie auch in diesem Springen blieb er auch bei den folgenden Weltcups ohne Punkterfolg.
Bei der Nordischen Skiweltmeisterschaft 2013 im Val di Fiemme gehörte Johnson zum US-amerikanischen Team und erreichte im Einzel von der Normalschanze den 37. Platz, bevor er im Mixed-Team-Wettbewerb aufgrund der guten Leistungen von Jessica Jerome, Peter Frenette und Einzelweltmeisterin Sarah Hendrickson den sechsten Platz erreichte. Im Einzel von der Großschanze blieb er mit dem 39. Platz erneut chancenlos. Für den Teamwettbewerb von der Großschanze wurde kein US-amerikanisches Team aufgestellt.
Bei den Olympischen Winterspielen 2014 in Sotschi schied Johnson auf Rang 47 im Springen von der Normalschanze nach dem ersten Durchgang aus. Gemeinsam mit Peter Frenette, Nicholas Fairall und Nicholas Alexander belegte er im Mannschaftsspringen den zehnten Platz.
Seine letzte Teilnahme bei einem von der FIS organisierten Wettkampf war am 19. März 2015 beim Skifliegen in Planica, als er mit Platz 49 die Qualifikation verpasste. Dennoch erzielte er dabei auf der Letalnica seine persönliche Bestweite von 179,0 m. Nachdem Johnson angekündigt hatte, nur die Saison 2015/16 aussetzen zu wollen, trat er auch in den darauffolgenden Saisons nicht mehr bei internationalen Wettbewerben an.

## Privates
Johnsons Schwester Alissa Johnson war ebenfalls Skispringerin und springt ebenfalls für die nationalen Auswahlen der Vereinigten Staaten. Sein Vater Alan Johnson war ebenfalls erfolgreicher Skispringer und von 1988 bis 1992 Trainer des Nationalteams der Nordischen Kombinierer sowie von 1992 bis 1995 dessen Manager, bevor er von 1995 bis 1996 Trainer des Skisprung-Nationalkaders der USA wurde.

## Erfolge

### Weltcup-Platzierungen
| Saison  | Platz | Punkte |
| ------- | ----- | ------ |
| 2008/09 | 87.   | 2      |

### Junioren-Weltmeisterschaften
| Wettkampf          | 2003 | 2004 | 2005 | 2006 | 2007 | 2008 | 2009 |
| ------------------ | ---- | ---- | ---- | ---- | ---- | ---- | ---- |
| Junioren-WM Einzel | 44.  | 52.  | 35.  | 37.  | 43.  | 17.  | 16.  |
| Junioren-WM Team   | 14.  | 12.  | 11.  | -    | 14.  | 8.   | 10.  |